# Leonie Maier
Leonie Rebekka Maier (Stoccarda, 29 settembre 1992) è un'ex calciatrice tedesca, di ruolo difensore. Col Bayern Monaco ha vinto per due volte il campionato tedesco, mentre con la nazionale tedesca ha vinto il campionato europeo nel 2013 e la medaglia d'oro ai Giochi olimpici di Rio de Janeiro 2016.

## Carriera

### Club

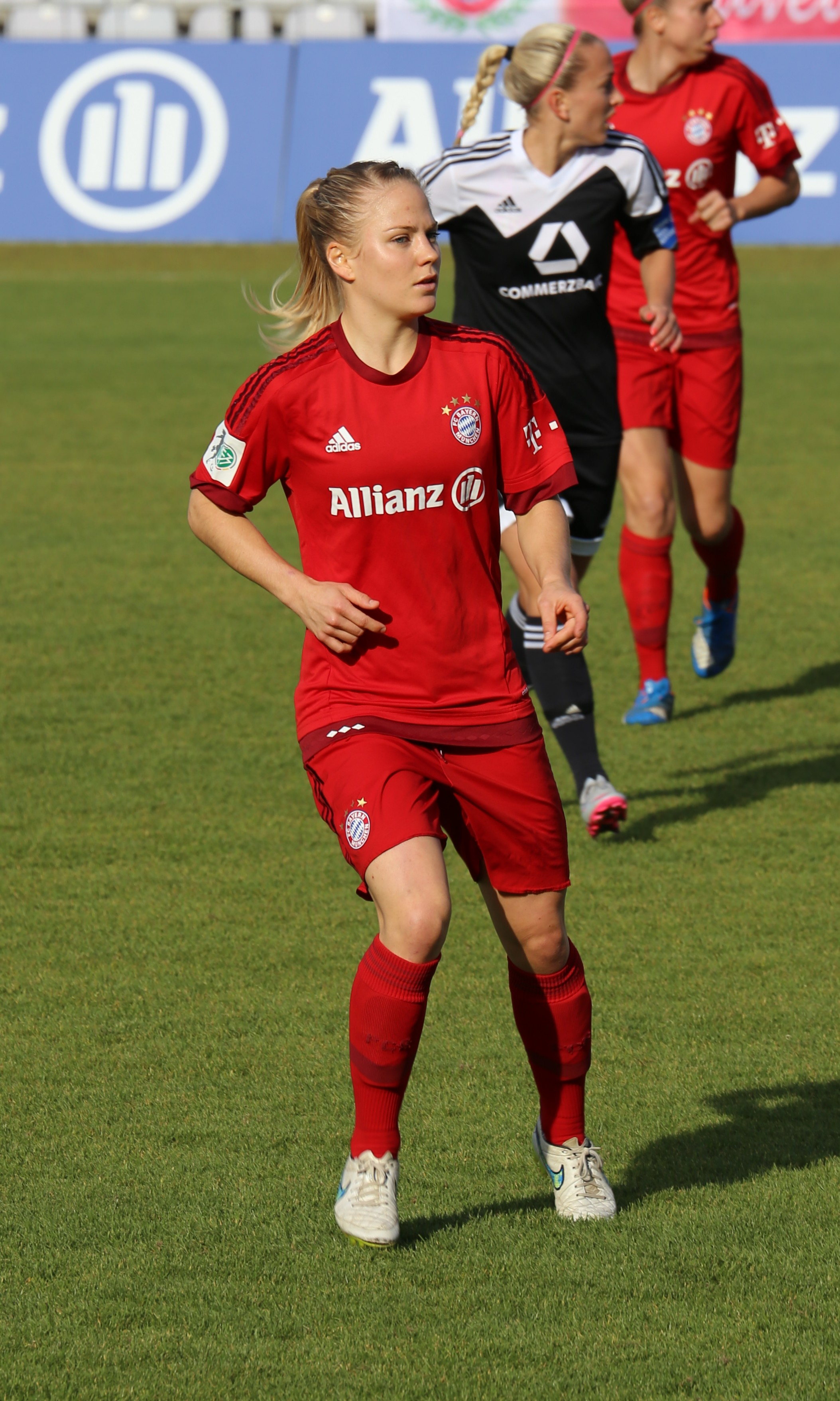
Maier nel 2015 con la maglia del Bayern Monaco.

Leonie Maier iniziò la propria carriera agonistica al TV Aldigen, la squadra del suo villaggio, per poi andare a giocare al JSG Remseck; in quest'ultima società giocò in una squadra mista fino al livello B-Jugend. Nello stesso periodo partecipava regolarmente alle sessioni di allenamento aggiuntive presso le strutture della DFB a Marbach e a Ludwigsburg. Frequentò, inoltre, la scuola d'élite a Colonia, assieme ai ragazzi delle giovanili dell'1. FC Köln, ottenendo il diploma di scuola superiore.
Nel gennaio 2009 firmò un contratto col Sindelfingen, società di calcio femminile, partecipante alla 2. Frauen-Bundesliga, seconda serie del campionato tedesco. Dopo aver disputato la seconda parte della stagione 2008-09 e tutta la stagione 2009-10, entrambe concluse dal Sindelfingen al secondo posto nel girone sud della 2. Frauen-Bundesliga, si trasferì al Bad Neuenahr, partecipante alla Frauen-Bundesliga, la massima serie del campionato tedesco. Nelle tre stagioni al Bad Neuenahr, Maier giocò 65 partite di campionato e realizzò sette reti. Già nel febbraio 2013 venne annunciato il suo passaggio al Bayern Monaco, una volta conclusa la stagione 2012-13. Rimase a giocare con la società bavarese per sei stagioni consecutive, durante le quali vinse la Frauen-Bundesliga per due annate di fila (nel 2014-15 e nel 2015-16) e collezionò complessivamente 120 presenze, 92 delle quali in campionato. Col Bayern Monaco fece il suo esordio in UEFA Women's Champions League e vi giocò 13 partite. Nel marzo 2014, mentre si allenava con la nazionale tedesca in vista della finale dell'Algarve Cup, subì la lesione del legamento crociato anteriore del ginocchio destro. Dopo essere rimasta ferma per sette mesi per recuperare dall'infortunio, nell'ottobre 2014 ritornò a giocare con la seconda squadra del Bayern Monaco nella 2. Frauen-Bundesliga. Il mese dopo tornò a giocare in prima squadra, otto mesi dopo l'infortunio.

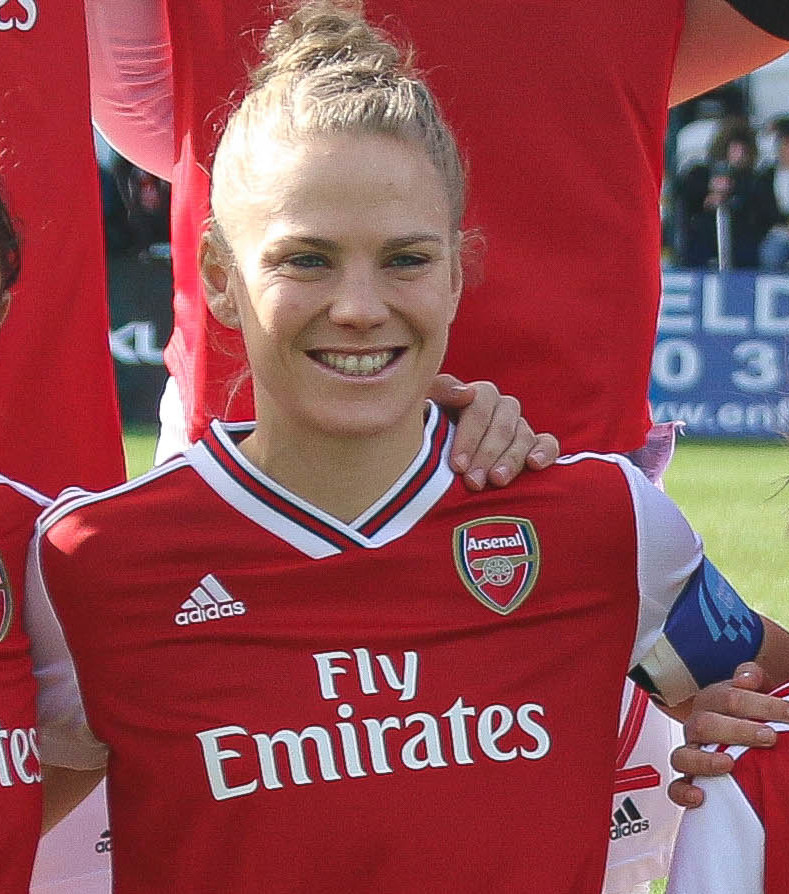
Maier nel 2020 con la maglia dell'Arsenal.

Nel maggio 2019 l'Arsenal comunicò di aver messo sotto contratto Maier, che era in scadenza di contratto col Bayern. La prima delle due stagioni con la squadra londinese, durante la quale era regolarmente schierata da titolare, venne caratterizzata dalla sospensione delle attività agonistiche a causa dell'emergenza sanitaria causata dalla pandemia di COVID-19. Nel luglio 2021 Maier si trasferì all'Everton, rimanendo in Inghilterra e continuando a giocare nella Women's Super League. Vi rimase per due stagioni consecutive, per poi tornare in Germania per giocare la stagione 2023-24 con l'Hoffenheim, partecipante alla Frauen-Bundesliga.
Nell'aprile 2024 Maier annunciò che avrebbe concluso la propria carriera agonistica al termine della stagione, soprattutto alla luce della serie di infortuni che aveva subito negli ultimi anni. Il 20 maggio 2024 giocò la sua ultima partita con l'Hoffenheim e in carriera proprio contro il Bayern Monaco, la squadra con la quale aveva vinto due campionati tedeschi.

### Nazionale

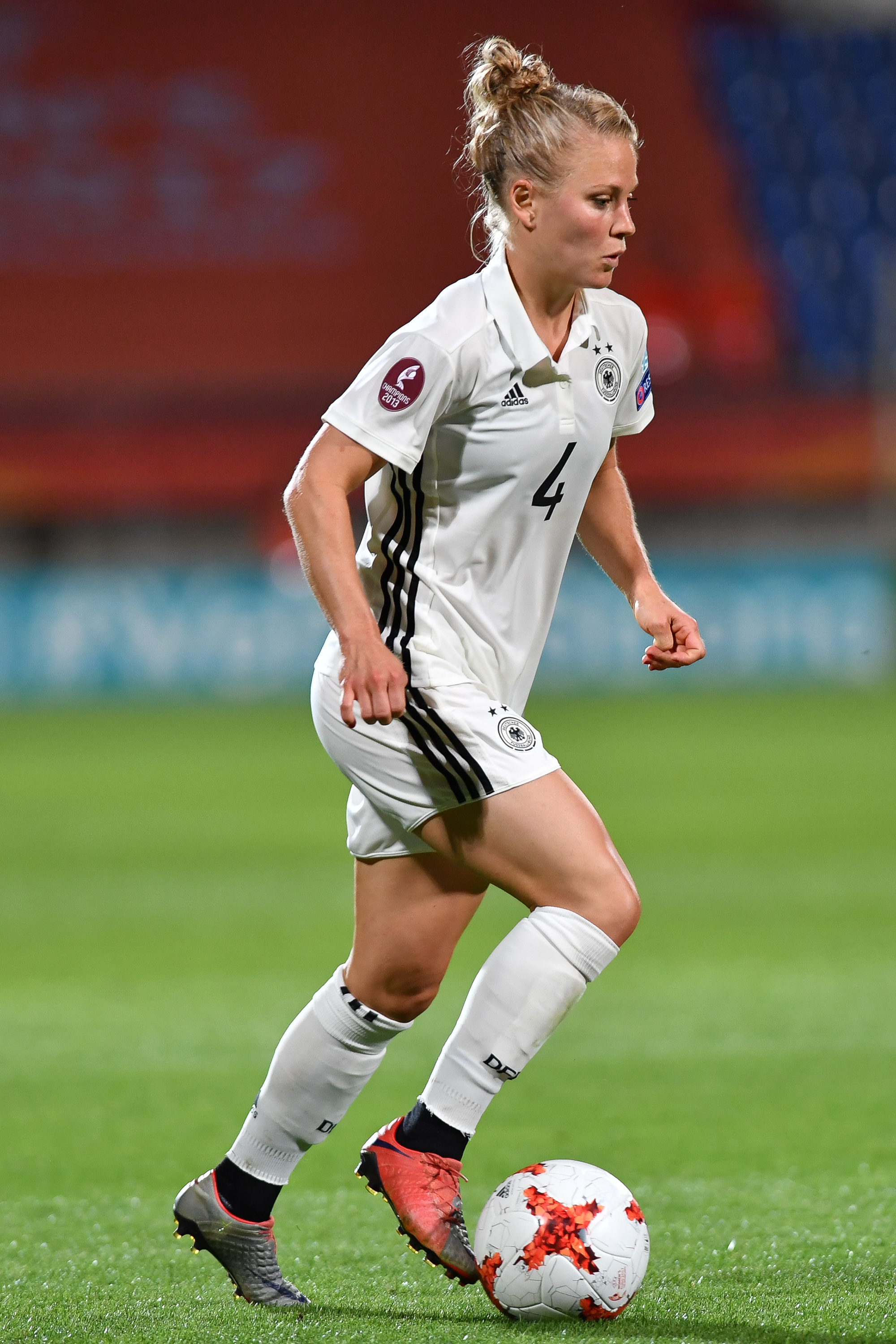
Maier nel 2017 in azione con la nazionale.

Leonie Maier ha giocato nelle selezioni giovanili della Germania dal 2007 al 2012, partendo dalla selezione under 15. Il 10 aprile 2007 fece il suo esordio assoluto con l'under 15 in un'amichevole contro le pari età dell'Inghilterra e realizzando la sua prima rete. Nel 2008 venne convocata nella selezione under 17 che prese parte al campionato mondiale di categoria, organizzato in Nuova Zelanda. Maier giocò tutte e sei le partite del torneo, concluso dalla tedesche al terzo posto, e mise a segno una rete nella vittoria per 3-2 sul Ghana. Nel 2009 vinse con l'under 17 il campionato europeo di categoria con un 7-0 nella finale contro la Spagna. Nel 2010 passò a giocare con la selezione under 19, con la quale vinse il campionato europeo nel 2011, battendo in finale la Norvegia per 8-1. Nel 2012 venne convocata dalla selezionatrice Maren Meinert nella squadra under 20 che partecipò al campionato mondiale di categoria. Maier giocò tutte e sei le partite del torneo, che vide le tedesche perdere la finale contro gli Stati Uniti.
Nel marzo 2012 Maier ottenne la sua prima convocazione nella nazionale maggiore, quando la selezionatrice Silvia Neid la convocò al posto dell'infortunata Luisa Wensing. Fece il suo esordio in nazionale il 13 febbraio 2013, entrando in campo al posto di Anja Mittag negli ultimi dieci minuti del secondo tempo dell'amichevole pareggiata 3-3 contro la Francia. Il 19 giugno successivo mise a segno la sua prima rete in nazionale, rete decisiva nella vittoria per 1-0 in amichevole contro il Canada. Maier venne poi inserita da Neid nella rosa delle convocate per il campionato europeo 2013. Giocò da titolare tutte le partite disputate dalla Germania, inclusa la finale che vide le tedesche battere la Norvegia e vincere il torneo continentale per la sesta volta consecutiva. Nel marzo 2014 subì la lesione del legamento crociato anteriore del ginocchio destro, nel corso di una sessione di allenamento con la nazionale in preparazione alla finale dell'Algarve Cup, poi vinta sul Giappone.
Nel maggio 2015 venne inclusa da Neid nella rosa delle convocate per il campionato mondiale, organizzato in Canada. Giocò cinque partite, non venendo schierata nella terza partita del girone e nella finale per il terzo posto, persa ai tempi supplementari contro l'Inghilterra. Nel luglio 2016 venne convocata per il torneo femminile di calcio ai Giochi olimpici di Rio de Janeiro. La Germania arrivò in finale e, battendo la Svezia per 2-1, vinse la medaglia d'oro olimpica. Grazie a questa vittoria, Maier e le sue compagne di squadra vennero insignite del Lauro d'argento, la massima onorificenza sportiva tedesca, conferita dal presidente federale Joachim Gauck.
Nel giugno 2017 venne convocata da Steffi Jones, nuova selezionatrice della nazionale tedesca, per la fase finale del campionato europeo. Maier venne impiegata solo nelle partite della fase a gironi, rimanendo in panchina nella partita dei quarti di finale, persa contro la Danimarca e che segnò l'eliminazione dal torneo. Due anni dopo Maier venne inserita da Martina Voss-Tecklenburg nella rosa delle calciatrici in vista della fase finale del campionato mondiale 2019, organizzato in Francia. Venne impiegata in una sola partita, ossia nei quarti di finale, persi dalla Germania 1-2 contro la Svezia, subentrando all'infortunata Carolin Simon sul finire del primo tempo.
Il 7 febbraio 2023 Maier comunicò la decisione di concludere la sua carriera in nazionale, con la quale aveva giocato 79 partite e realizzato 11 reti.

## Palmarès

### Club
- Frauen-Bundesliga: 2

Bayern Monaco: 2014-2015, 2015-2016

### Nazionale
- Campionato d'Europa under 17: 1

2009
- Campionato d'Europa under 19: 1

Italia 2011
- Campionato d'Europa: 1

2013
- Algarve Cup: 1

2014
- Oro olimpico: 1

Rio de Janeiro 2016